# Українська Броня
Українська Броня (англ. Ukrainian Armor) — українське підприємство, виробник засобів індивідуального захисту: бронежилетів, бронекостюмів, легких пресованих і композитних керамічних бронеплит, балістичних шоломів, тактичної амуніції. Із початком повномасштабної війни України з Росією 24 лютого 2022 компанія на пів року перевела свою комерційну діяльність у волонтерський безприбутковий формат.

## Історія
Передумовою до створення компанії стали події Революції гідності 19 лютого 2014 року. Майбутні засновники компанії зрозуміли, що Самообороні Майдану катастрофічно не вистачає бронежилетів та за кілька днів власними силами зробили перші 40 бронежилетів.
Під час загострення ситуації на Сході України потреба у бронежилетах поновилась і до справи долучили конструкторів, інженерів, дизайнерів, почалося дослідження закордонного досвіду.
У 2015 році виробництво було переміщено до цехів Дослідно-експериментального заводу № 20 цивільної авіації. Було налагоджено виробництво кулезахисних шоломів. 
Наприкінці 2023 року Міністерство оборони України затвердило перший бронежилет для військовослужбовиць — жіночий анатомічний бронежилет, розроблений «Українською Бронею».

## Продукція
Компанія виготовляє:
- Бронеплити з керамічного композиту і легкі пресовані НВМПЕ-плити;
- Шоломи кулезахисні 1-го рівня захисту за ДСТУ 8835:2019;
- Військові бронежилети 3, 4, 5, 6-го рівнів захисту за ДСТУ 8782:2018;
- Жіночий анатомічний бронежилет;
- Бронежилети прихованого носіння;
- Бронекостюми: чоловічий, жіночий;
- Бронекостюм для демінерів і протиуламковий комплект для фахівців з протимінної діяльності;
- Броньовані майки і футболки;
- М'який балістичний протиуламковий захист 1-го і 2-го рівнів за ДСТУ 8782:2018;
- Бронежилети для собак;
- Плитоноски;
- Ремінно-плечові системи;
- Бронековдри і броньовані каремати.

## Керівництво
- (2014—2016) Дмитро Свиридюк[4]
- (2016—2021) Вячеслав Наливайко[5][6]
- (з 2021) Денис Міліневський[4]